# Bologna Football Club 1909 2012-2013
Questa voce raccoglie le informazioni riguardanti il Bologna Football Club 1909 nelle competizioni ufficiali della stagione 2012-2013.

## Stagione
La stagione 2012-2013 del Bologna inizia l'8 luglio 2012, quando squadra e staff tecnico si ritrovano al centro tecnico di Casteldebole. Mancano però molti giocatori, tra i quali Antonsson, Pérez, Diamanti e Ramirez, convocati dalle rispettive nazionali. Si fa sentire anche l'assenza dell'ex-capitano Marco Di Vaio, trasferitosi al Montreal Impact dopo 4 stagioni con la maglia rossoblù.
La prima partita ufficiale della stagione è il 18 agosto 2012: per il terzo turno eliminatorio di Coppa Italia, al Dall'Ara il Bologna supera il Varese con il punteggio di 2-1 grazie a una doppietta di Taïder, che va così a segno per la prima volta in partite ufficiali con la maglia rossoblù. La squadra felsinea parte a rilento in questo campionato: in 5 partite realizza solo 4 punti, perdendo contro ChievoVerona, Milan e Siena, pareggiando contro il Pescara e vincendo di rimonta contro la Roma: dopo che nel primo tempo era sotto per 2-0, in 20 minuti il Bologna rimonta di 3 goal, prendendosi così i primi punti della stagione.
Dopo la partita contro il Siena, al Dall'Ara il Bologna si impone per 4-0 contro il Catania, con una doppietta di Alberto Gilardino, nuovo acquisto dei rossoblù. Dopo questa vittoria, però, i felsinei incappano in una serie di risultati negativi, e in 6 partite conquistano solamente un punto, contro l'Udinese. Tornano a vincere contro il Palermo per 3-0, ma la sconfitta ritorna una settimana dopo con l'1-0 contro la Sampdoria. Da questa sconfitta il Bologna si rialza inanellando 7 punti in 3 partite battendo Atalanta e Napoli e pareggiando contro la Lazio per 0-0 all'Dall'Ara. Seguono una vittoria incredibile contro il Napoli per 2-3 di rimonta (al minuto 86 il risultato era di 2-1 per i partenopei), e la sconfitta nel derby emiliano contro il Parma (anche questa avvenuta a causa di una rimonta).
In Coppa Italia, intanto, dopo aver battuto il Livorno per 1-0 al Dall'Ara e poi, incredibilmente, è riuscita a battere in rimonta da 1-0 a 1-2 (pochi giorni dopo la vittoria 2-3) il Napoli, così raggiungendo i quarti di finale, che poi ha perso 3-2 dopo i supplementari a San Siro contro l'Inter. In campionato, inizia bene il girone di ritorno, con un bel 4-0 contro il ChievoVerona. Anche se la settimana successa in casa del Milan ha perso 2-1.
Nella partita successiva contro la Roma, il Bologna pareggia 3-3, dopo una rocambolesca partita che prima porta in vantaggio i giallorossi, poi i rossoblù fino al goal di Panagiōtīs Tachtsidīs, primo centro della sua carriera in Serie A. Dopo questa partita, è la volta di due gare contro due dirette concorrenti per la salvezza, Pescara e Siena; nella prima partita, il Bologna prende i tre punti, nella seconda invece fa 1-1 in casa. La partita contro il Catania si perde per 0-1, ma da questa gara ha inizio un filotto di partite quasi tutte positive, salvo per la gara contro la Juventus, dove si perde per 2-0 a causa di una doppietta di Mirko Vučinić. In 12 partite totalizza 13 punti, togliendosi definitivamente dalla zona calda della classifica e appostandosi a metà classifica. Degne di nota in questa serie di partite le vittorie contro la Fiorentina, vinta in casa per 2-1 grazie a un goal allo scadere del nuovo acquisto Lazaros Christodoulopoulos, e la vittoria in trasferta contro l'Inter, con un goal di Alberto Gilardino.
Sempre il calciatore biellese, il 21 aprile 2013, va a segno contro la Sampdoria, realizzando così il goal numero 3000 del Bologna in Serie A. Nello stesso giorno, il Bologna si presenta in campo con una maglia verde, per celebrare la giornata della Terra. L'ex Genoa Gilardino va a segno anche contro l'Atalanta, nella partita terminata 1-1 e che avvicina sempre di più il Bologna all'aritmetica salvezza. Dopo la brutta batosta per 6-0 rimediata contro la Lazio, in cui Miroslav Klose realizza una cinquina, la matematica salvezza arriva l'8 maggio 2013, quando, nonostante la sconfitta casalinga dei rossoblù per 0-3 contro il Napoli, il Palermo viene sconfitto con il punteggio di 2-3 dall'Udinese.
Con la vittoria contro il Parma, con una rete del neoacquisto Davide Moscardelli e il pareggio a reti bianche contro il Genoa, il Bologna chiude la stagione al 13º posto con 44 punti, 7 punti in meno della stagione scorsa.

## Divise e sponsor
Per l'undicesimo anno consecutivo lo sponsor tecnico del Bologna è l'azienda bolognese Macron, mentre gli sponsor ufficiali sono NGM e Ceramica Serenissima. La prima maglia è la classica che tradizionalmente contraddistingue il Bologna: righe verticali rosso e blu, con la differenza del colletto a girocollo in maglieria, con inserti asimmetrici sul fronte e sul retro; i pantaloncini, più corti sul davanti per un richiamo vintage anni Ottanta e per favorire il movimento dei calciatori, sono bianchi con uno spacco laterale bordato di rosso e blu. Sulla cintura c'è un'etichetta tessuta con le iniziali del club. Anche la seconda maglia non cambia: prevalentemente bianca, con un inserto rossoblù che si collega al colletto a girocollo e termina sul retro, come la prima maglia; i calzoncini sono blu con inserti rossi sui lati e la targhetta BFC sulla cintura. Novità assoluta invece la terza maglia: colore antracite, dello stesso modello della seconda maglia; dello stesso colore anche i pantaloncini.
| Casa | Trasferta | Terza Divisa | Earth Day | 1ª portiere | 2ª portiere | 3ª portiere | Portiere Earth Day |

## Organigramma societario
Dal sito internet ufficiale della società
Area direttiva
- Presidente: Albano Guaraldi
- Presidente onorario: Gianni Morandi
- Vice presidente: Marco Pavignani
- Amministratore delegato: Albano Guaraldi
- Amministratore: Marco Scapoli, Gianluigi Serafini, Paolo Romani, Giulio Romagnoli, Gian Paolo Rimondi, Mauro Galavotti, Maurizio Ferrari
- Direttore generale: Roberto Zanzi

Area organizzativa
- Segretario generale: Luca Befani
- Team manager: Marcello Sanfelice

Area comunicazione
- Responsabile area comunicazione: Carlo Caliceti
- Ufficio stampa: Claudio M. Cioffi, Federico Frassinella

Area marketing
- Responsabile Area Marketing: Daniele Montagnani
- Area Marketing: Andrea Battacchi, Federica Furlan, Simona Tovoli

Area tecnica
- Direttore sportivo: assente
- Allenatore: Stefano Pioli
- Allenatore in seconda: Giacomo Murelli
- Collaboratore tecnico: Davide Lucarelli
- Preparatore/i atletico/i: Matteo Osti, Francesco Perondi
- Preparatore dei portieri: Graziano Vinti

Area sanitaria
- Responsabile sanitario: Gianni Nanni
- Medici sociali: Giovanbattista Sisca, Luca Bini
- Massaggiatori: Luca Ghelli, Luca Govoni, Carmelo Sposato

## Rosa

### Rosa
Rosa e numerazione aggiornate al 1º febbraio 2013.
| N. |                     | Ruolo | Calciatore                 |
| -- | ------------------- | ----- | -------------------------- |
| 1  | Italia (bandiera)   | P     | Gianluca Curci             |
| 2  | Italia (bandiera)   | D     | Marco Maini                |
| 3  | Italia (bandiera)   | D     | Archimede Morleo           |
| 4  | Slovenia (bandiera) | C     | Rene Krhin                 |
| 5  | Svezia (bandiera)   | D     | Mikael Antonsson           |
| 6  | Francia (bandiera)  | C     | Saphir Taïder              |
| 8  | Austria (bandiera)  | D     | György Garics              |
| 9  | Italia (bandiera)   | A     | Davide Moscardelli         |
| 10 | Italia (bandiera)   | A     | Alberto Gilardino          |
| 11 | Italia (bandiera)   | D     | Marco Motta                |
| 13 | Italia (bandiera)   | C     | Nico Pulzetti              |
| 14 | Italia (bandiera)   | D     | Cesare Natali              |
| 15 | Uruguay (bandiera)  | C     | Diego Pérez                |
| 17 | Italia (bandiera)   | C     | Tiberio Guarente           |
| 18 | Italia (bandiera)   | A     | Manolo Gabbiadini          |
| 19 | Grecia (bandiera)   | A     | Lazaros Christodoulopoulos |

| N. |                      | Ruolo | Calciatore                     |
| -- | -------------------- | ----- | ------------------------------ |
| 20 | Uruguay (bandiera)   | D     | Mathías Abero                  |
| 21 | Italia (bandiera)    | D     | Nicolò Cherubin                |
| 22 | Italia (bandiera)    | P     | Filippo Lombardi               |
| 23 | Italia (bandiera)    | A     | Alessandro Diamanti (capitano) |
| 24 | Italia (bandiera)    | A     | Daniele Paponi                 |
| 25 | Italia (bandiera)    | P     | Federico Agliardi              |
| 28 | Spagna (bandiera)    | C     | Martí Riverola                 |
| 30 | Italia (bandiera)    | C     | Michele Pazienza               |
| 31 | Serbia (bandiera)    | D     | Uroš Radaković                 |
| 32 | Austria (bandiera)   | P     | Dejan Stojanović               |
| 33 | Grecia (bandiera)    | C     | Panagiōtīs Kone                |
| 43 | Danimarca (bandiera) | D     | Frederik Sørensen              |
| 44 | Brasile (bandiera)   | D     | Naldo                          |
| 45 | Brasile (bandiera)   | D     | Roger de Carvalho              |
| 77 | Italia (bandiera)    | A     | Cristian Pasquato              |
| 90 | Italia (bandiera)    | A     | Daniele Portanova              |

## Calciomercato

### Sessione estiva(dall'1/7 al 31/8)
Al 30 giugno il Bologna ha risolto le comproprietà di molti suoi giocatori, tra cui quelle di Alessandro Diamanti (di cui il club felsineo rileva la seconda metà dal Brescia), Rene Krhin (rinnovo della comproprietà con l'Inter) e Saphir Taïder (il cui cartellino, da gennaio a metà con la Juventus, torna completamente rossoblù). Il Bologna inoltre esercita il diritto di riscatto sulla metà del cartellino di Robert Acquafresca, assicurandosi così il giocatore in compartecipazione con il Genoa. Il calciomercato del Bologna comincia con l'arrivo di due giovani giocatori: uno è il centrocampista del Barcellona Martí Riverola, il secondo è l'attaccante italiano Cristian Pasquato, in prestito dall'Udinese, l'anno precedente al Torino.
A questi due acquisti si susseguono però alcune cessioni importanti, che portano malumori tra la tifoseria: dopo l'addio dopo quattro anni in rossoblù dell'ex-capitano Marco Di Vaio, il club perde anche Andrea Raggi (che passa al Monaco), Matteo Rubin (che va al Siena), Gaby Mudingayi (che approda all'Inter in prestito) e il portiere titolare Jean-François Gillet (ceduto al Torino). Tra gli acquisti del Bologna è importante segnalare il ritorno tra le file felsinee di Cesare Natali, già al Bologna nella stagione 2003-2004, il ritorno in Italia del centrocampista Tiberio Guarente e l'arrivo di Manolo Gabbiadini in prestito dalla Juventus.
Ma la trattativa che tiene banco per tutta l'estate è quella legata a Gastón Ramírez: il giocatore, al Bologna da due stagioni, dopo una trattativa molto difficile e turbolenta con la squadra inglese del Southampton, e dopo le richieste del giocatore di essere ceduto il prima possibile, viene venduto per 14 milioni di euro al termine dell'ultimo giorno di mercato. In compenso, lo stesso 31 agosto, dopo l'ufficializzazione del trasferimento di Michele Pazienza del giorno precedente, il Bologna si assicura la firma dell'ex-campione del mondo Alberto Gilardino, il ritorno di Panagiōtīs Kone e l'ufficialità dell'acquisizione del giovane Uroš Radaković, già fermato durante il mercato estivo precedente dall'ex consulente Salvatore Bagni.
| Acquisti | Acquisti            | Acquisti   | Acquisti                                                             |
| R.       | Nome                | da         | Modalità                                                             |
| -------- | ------------------- | ---------- | -------------------------------------------------------------------- |
| P        | Giacomo Venturi     | Bellaria   | fine prestito                                                        |
| P        | Gianluca Curci      | Roma       | prestito con diritto di riscatto                                     |
| P        | Cesare Rickler      | Chievo     | fine comproprietà                                                    |
| D        | Roger de Carvalho   | Tombense   | prestito con diritto di riscatto                                     |
| D        | Mathías Abero       | Nacional   | definitivo (0,735 milioni €)                                         |
| D        | Marco Motta         | Juventus   | prestito con diritto di riscatto della metà del cartellino           |
| D        | Cesare Natali       |            | svincolato                                                           |
| D        | Uroš Radaković      | Novi Sad   | fine prestito                                                        |
| C        | Martí Riverola      | Barcellona | definitivo(0,45 milioni €)                                           |
| C        | Alessandro Marchi   |            | svincolato                                                           |
| C        | Saphir Taïder       | Juventus   | riscatto comproprietà(2,5 milioni)                                   |
| C        | Andrea Pisanu       | Prato      | fine prestito                                                        |
| C        | Tiberio Guarente    | Siviglia   | prestito con diritto di riscatto                                     |
| C        | Michele Pazienza    | Juventus   | definitivo                                                           |
| C        | Panagiōtīs Kone     | Brescia    | comproprietà                                                         |
| A        | Robert Acquafresca  | Genoa      | riscatto della prima metà (2,5 milioni €) e conseguente comproprietà |
| A        | Daniele Paponi      | Parma      | fine comproprietà                                                    |
| A        | Alessandro Diamanti | Brescia    | riscatto comproprietà (3.360.000)                                    |
| A        | Cristian Pasquato   | Udinese    | prestito                                                             |
| A        | Riccardo Pasi       | Chiasso    | fine prestito                                                        |
| A        | Massimo Coda        | Piacenza   | fine prestito                                                        |
| A        | Manuel Gavilán      | Piacenza   | fine prestito                                                        |
| A        | Kingsley Umunegbu   |            | svincolato                                                           |
| A        | Manolo Gabbiadini   | Juventus   | prestito                                                             |
| A        | Alberto Gilardino   | Genoa      | prestito con diritto di riscatto della metà                          |

| Cessioni | Cessioni                | Cessioni        | Cessioni                                                   |
| R.       | Nome                    | a               | Modalità                                                   |
| -------- | ----------------------- | --------------- | ---------------------------------------------------------- |
| P        | Jean-François Gillet    | Torino          | definitivo (1,8 milioni €)                                 |
| P        | Giacomo Venturi         | Gubbio          | prestito                                                   |
| D        | Alessandro Bassoli      | Chievo          | definitivo                                                 |
| D        | Andrea Raggi            | Monaco          | svincolato                                                 |
| D        | Simone Loria            |                 | svincolato                                                 |
| D        | Cesare Rickler          |                 | svincolato                                                 |
| D        | Matteo Rubin            | Torino          | fine prestito                                              |
| D        | Angelo Gregorio         | Pontedera       | prestito                                                   |
| D        | José Ángel Crespo       | Verona          | prestito con diritto di riscatto della metà del cartellino |
| D        | Andrea Ingegneri        | Foligno         | prestito                                                   |
| D        | Matteo Boccaccini       | Fano            | prestito                                                   |
| D        | Juan Cruz Álvaro Armada | Carrarese       | prestito                                                   |
| D        | Edoardo Zita            | Renate          | prestito                                                   |
| C        | Riccardo Casini         | Parma           | comproprietà                                               |
| C        | Luigi Vitale            | Napoli          | fine prestito                                              |
| C        | Panagiōtīs Kone         | Brescia         | fine prestito                                              |
| C        | Gaby Mudingayi          | Inter           | prestito con diritto di riscatto (0,75 milioni €)          |
| C        | Federico Casarini       | Cagliari        | prestito con diritto di riscatto                           |
| C        | Gastón Ramírez          | Southampton     | definitivo (15,2 milioni €)                                |
| C        | Alessandro Marchi       | Frosinone       | prestito con diritto di riscatto della metà                |
| A        | Gabriele Paonessa       | Parma           | fine comproprietà                                          |
| A        | Daniele Vantaggiato     | Padova          | fine prestito                                              |
| A        | Marco Bernacci          |                 | svincolato                                                 |
| A        | Ishak Belfodil          | Olympique Lione | fine prestito                                              |
| A        | Manuel Gavilan          | Nocerina        | prestito                                                   |
| A        | Riccardo Pasi           | Südtirol        | prestito                                                   |
| A        | Massimo Coda            | San Marino      | definitivo                                                 |
| A        | Kingsley Umunegbu       |                 | svincolato                                                 |

### Sessione invernale(dal 3/1 al 31/1)
| Acquisti | Acquisti                   | Acquisti      | Acquisti   |
| R.       | Nome                       | da            | Modalità   |
| -------- | -------------------------- | ------------- | ---------- |
| D        | Naldo                      | Granada       | prestito   |
| A        | Davide Moscardelli         | Chievo        | definitivo |
| A        | Lazaros Christodoulopoulos | Panathīnaïkos | definitivo |

| Cessioni | Cessioni           | Cessioni             | Cessioni   |
| R.       | Nome               | a                    | Modalità   |
| -------- | ------------------ | -------------------- | ---------- |
| D        | Daniele Portanova  | Genoa                | definitivo |
| C        | Andrea Pisanu      | Montréal Impact      | prestito   |
| A        | Federico Rodríguez | Montevideo Wanderers | prestito   |
| A        | Robert Acquafresca | Levante              | prestito   |
| A        | Henry Giménez      | Grosseto             | prestito   |
| A        | Daniele Paponi     | Montréal Impact      | prestito   |

## Risultati

### Serie A

#### Girone di andata
| Arbitro: | Calvarese (Teramo) |

|                            |           |  |
| Pellissier 65’ Cruzado 79’ | Marcatori |  |

| Arbitro: | Tagliavento (Terni) |

|                     |           |                              |
| Diamanti 41’ (rig.) | Marcatori | 16’ (rig.), 77’, 85’ Pazzini |

| Arbitro: | Guida (Torre Annunziata) |

|                        |           |                                 |
| Florenzi 6’ Lamela 16’ | Marcatori | 72’, 90’ Gilardino 73’ Diamanti |

| Arbitro: | Romeo (Verona) |

|              |           |              |
| Gilardino 9’ | Marcatori | 40’ Quintero |

| Arbitro: | Gervasoni (Mantova) |

|            |           |  |
| Calaiò 61’ | Marcatori |  |

| Arbitro: | Giacomelli (Trieste) |

|                                            |           |  |
| Guarente 19’ Gilardino 40’, 61’ Kone 90+5’ | Marcatori |  |

| Arbitro: | Orsato (Schio) |

|            |           |  |
| Jovetić 7’ | Marcatori |  |

| Arbitro: | Doveri (Roma 1) |

|                |           |  |
| Nainggolan 60’ | Marcatori |  |

| Arbitro: | De Marco (Chiavari) |

|              |           |                                        |
| Cherubin 58’ | Marcatori | 27’ Ranocchia 53’ Milito 64’ Cambiasso |

| Arbitro: | Romeo (Verona) |

|                              |           |            |
| Quagliarella 54’ Pogba 90+2’ | Marcatori | 71’ Taïder |

| Arbitro: | Bergonzi (Genova) |

|              |           |               |
| Diamanti 46’ | Marcatori | 73’ Di Natale |

| Arbitro: | Gervasoni (Mantova) |

|                |           |  |
| D'Ambrosio 65’ | Marcatori |  |

| Arbitro: | Valeri (Roma 2) |

|                                                         |           |  |
| Gilardino 22’ Gabbiadini 44’ (rig.) Diamanti 48’ (rig.) | Marcatori |  |

| Arbitro: | Celi (Bari) |

|          |           |  |
| Poli 61’ | Marcatori |  |

| Arbitro: | Giannoccaro (Lecce) |

|                             |           |           |
| Diamanti 16’ Gabbiadini 70’ | Marcatori | 50’ Denis |

| Bologna 10 dicembre 2012, ore 21:00 CET 16ª giornata | Bologna           | 0 – 0 referto | Lazio | Stadio Renato Dall'Ara (15.543 spett.)\| Arbitro: \| Damato (Barletta) \| |
| Arbitro:                                             | Damato (Barletta) |               |       |                                                                           |

| Arbitro: | Valeri (Roma 2) |

|                          |           |                                       |
| Gamberini 50’ Cavani 70’ | Marcatori | 10’ Gabbiadini 86’ Kone 89’ Portanova |

| Arbitro: | Russo (Nola) |

|              |           |                        |
| Sørensen 54’ | Marcatori | 56’ Valdés 66’ Sansone |

| Arbitro: | Banti (Livorno) |

|                    |           |  |
| Borriello 57’, 73’ | Marcatori |  |

#### Girone di ritorno
| Arbitro: | Massa (Imperia) |

|                                            |           |  |
| Kone 13’ Gilardino 44’, 59’ Gabbiadini 88’ | Marcatori |  |

| Arbitro: | Doveri (Roma 1) |

|                  |           |                  |
| Pazzini 64’, 82’ | Marcatori | 84’ (aut.) Mexès |

| Arbitro: | Giannoccaro (Lecce) |

|                                           |           |                                        |
| Gilardino 17’ Gabbiadini 26’ Pasquato 54’ | Marcatori | 9’ Florenzi 18’ Osvaldo 74’ Tachtsidis |

| Arbitro: | De Marco (Chiavari) |

|                                        |           |                                            |
| Weiss 30’ (rig.) D'Agostino 45’ (rig.) | Marcatori | 34’ (rig.) Diamanti 50’ Gilardino 66’ Kone |

| Arbitro: | Giacomelli (Trieste) |

|          |           |              |
| Kone 41’ | Marcatori | 33’ Emeghara |

| Arbitro: | Russo (Nola) |

|             |           |  |
| Almirón 42’ | Marcatori |  |

| Arbitro: | Guida (Torre Annunziata) |

|                                  |           |            |
| Motta 58’ Christodoulopoulos 84’ | Marcatori | 27’ Ljajić |

| Arbitro: | Banti (Livorno) |

|                                       |           |  |
| Taïder 5’ Diamanti 18’ Pasquato 90+1’ | Marcatori |  |

| Arbitro: | Calvarese (Teramo) |

|  |           |               |
|  | Marcatori | 57’ Gilardino |

| Arbitro: | Bergonzi (Genova) |

|  |           |                           |
|  | Marcatori | 61’ Vučinić 73’ Marchisio |

| Udine 30 marzo 2013, ore 15:00 CET 30ª giornata | Udinese              | 0 – 0 referto | Bologna | Stadio Friuli (9.600 spett.)\| Arbitro: \| Giacomelli (Trieste) \| |
| Arbitro:                                        | Giacomelli (Trieste) |               |         |                                                                    |

| Arbitro: | De Marco (Chiavari) |

|                       |           |                           |
| Kone 65’ Guarente 86’ | Marcatori | 25’ Barreto 90+4’ Bianchi |

| Arbitro: | Doveri (Roma 1) |

|           |           |                |
| Iličič 4’ | Marcatori | 17’ Gabbiadini |

| Arbitro: | Peruzzo (Schio) |

|               |           |             |
| Gilardino 24’ | Marcatori | 59’ Sansone |

| Arbitro: | Gavillucci (Latina) |

|            |           |               |
| Giorgi 67’ | Marcatori | 76’ Gilardino |

| Arbitro: | De Marco (Chiavari) |

|                                            |           |  |
| Klose 21’, 36’, 39’, 50’, 61’ Hernanes 31’ | Marcatori |  |

| Arbitro: | Massa (Imperia) |

|  |           |                                           |
|  | Marcatori | 53’ Hamšík 63’ (rig.) Cavani 67’ Džemaili |

| Arbitro: | Di Paolo (Avezzano) |

|  |           |                           |
|  | Marcatori | 6’ Taïder 76’ Moscardelli |

| Bologna 19 maggio 2013, ore 15:00 CEST 38ª giornata | Bologna             | 0 – 0 referto | Genoa | Stadio Renato Dall'Ara (21.858 spett.)\| Arbitro: \| Borriello (Mantova) \| |
| Arbitro:                                            | Borriello (Mantova) |               |       |                                                                             |

### Coppa Italia

#### Turni preliminari
| Arbitro: | Tommasi (Bassano del Grappa) |

|                 |           |             |
| Taïder 46’, 70’ | Marcatori | 83’ Momentè |

| Arbitro: | Mariani (Aprilia) |

|              |           |  |
| Pasquato 35’ | Marcatori |  |

#### Fase finale
| Arbitro: | Doveri (Roma 1) |

|            |           |                         |
| Cavani 12’ | Marcatori | 38’ Pasquato 90+1’ Kone |

| Arbitro: | Banti (Livorno) |

|                                       |           |                             |
| Guarín 34’ Palacio 77’ Ranocchia 120’ | Marcatori | 80’ Diamanti 84’ Gabbiadini |

## Statistiche

### Statistiche di squadra
| Competizione | Punti | In casa | In casa | In casa | In casa | In casa | In casa | In trasferta | In trasferta | In trasferta | In trasferta | In trasferta | In trasferta | Totale | Totale | Totale | Totale | Totale | Totale | DR |
| Competizione | Punti | G       | V       | N       | P       | Gf      | Gs      | G            | V            | N            | P            | Gf           | Gs           | G      | V      | N      | P      | Gf     | Gs     | DR |
| ------------ | ----- | ------- | ------- | ------- | ------- | ------- | ------- | ------------ | ------------ | ------------ | ------------ | ------------ | ------------ | ------ | ------ | ------ | ------ | ------ | ------ | -- |
| Serie A      | 44    | 19      | 6       | 8       | 5       | 30      | 24      | 19           | 5            | 3            | 11           | 16           | 28           | 38     | 11     | 11     | 16     | 46     | 52     | -6 |
| Coppa Italia | -     | 2       | 2       | 0       | 0       | 3       | 1       | 2            | 1            | 0            | 1            | 4            | 4            | 4      | 3      | 0      | 1      | 7      | 5      | +2 |
| Totale       | -     | 21      | 8       | 8       | 5       | 33      | 25      | 21           | 6            | 3            | 12           | 20           | 32           | 42     | 14     | 11     | 17     | 53     | 57     | -4 |

### Andamento in campionato
| Giornata  | 1  | 2  | 3  | 4  | 5  | 6  | 7  | 8  | 9  | 10 | 11 | 12 | 13 | 14 | 15 | 16 | 17 | 18 | 19 | 20 | 21 | 22 | 23 | 24 | 25 | 26 | 27 | 28 | 29 | 30 | 31 | 32 | 33 | 34 | 35 | 36 | 37 | 38 |
| --------- | -- | -- | -- | -- | -- | -- | -- | -- | -- | -- | -- | -- | -- | -- | -- | -- | -- | -- | -- | -- | -- | -- | -- | -- | -- | -- | -- | -- | -- | -- | -- | -- | -- | -- | -- | -- | -- | -- |
| Luogo     | T  | C  | T  | C  | T  | C  | T  | T  | C  | T  | C  | T  | C  | T  | C  | C  | T  | C  | T  | C  | T  | C  | T  | C  | T  | C  | C  | T  | C  | T  | C  | T  | C  | T  | T  | C  | T  | C  |
| Risultato | P  | P  | V  | N  | P  | V  | P  | P  | P  | P  | N  | P  | V  | P  | V  | N  | V  | P  | P  | V  | P  | N  | V  | N  | P  | V  | V  | V  | P  | N  | N  | N  | N  | N  | P  | P  | V  | N  |
| Posizione | 16 | 18 | 15 | 15 | 16 | 13 | 13 | 17 | 18 | 20 | 19 | 20 | 16 | 19 | 17 | 17 | 13 | 14 | 16 | 15 | 15 | 15 | 15 | 15 | 17 | 14 | 12 | 11 | 12 | 13 | 13 | 13 | 12 | 12 | 13 | 15 | 13 | 13 |

Legenda:

Luogo: C = Casa; T = Trasferta. Risultato: V = Vittoria; N = Pareggio; P = Sconfitta.

### Statistiche dei giocatori
| Giocatore             | Serie A  | Serie A | Serie A     | Serie A    | Coppa Italia | Coppa Italia | Coppa Italia | Coppa Italia | Totale   | Totale | Totale      | Totale     |
| Giocatore             | Presenze | Reti    | Ammonizioni | Espulsioni | Presenze     | Reti         | Ammonizioni  | Espulsioni   | Presenze | Reti   | Ammonizioni | Espulsioni |
| --------------------- | -------- | ------- | ----------- | ---------- | ------------ | ------------ | ------------ | ------------ | -------- | ------ | ----------- | ---------- |
| M. Abero              | 10       | 0       | 2           | 0          | 3            | 0            | 0            | 0            | 13       | 0      | 2           | 0          |
| F. Agliardi           | 22       | -31     | 2           | 0          | 2            | -4           | 0            | 0            | 24       | -35    | 2           | 0          |
| M. Antonsson          | 31       | 0       | 7           | 0          | 2            | 0            | 0            | 0            | 33       | 0      | 7           | 0          |
| A. Capello            | 0        | 0       | 0           | 0          | 1            | 0            | 0            | 0            | 1        | 0      | 0           | 0          |
| N. Cherubin           | 29       | 1       | 4           | 0          | 1            | 0            | 0            | 0            | 30       | 1      | 4           | 0          |
| L. Christodoulopoulos | 12       | 1       | 2           | 0          | 0            | 0            | 0            | 0            | 12       | 1      | 2           | 0          |
| G. Curci              | 14       | -12     | 0           | 0          | 0            | 0            | 0            | 0            | 14       | -12    | 0           | 0          |
| R. de Carvalho        | 5        | 0       | 1           | 0          | 2            | 0            | 0            | 0            | 7        | 0      | 1           | 0          |
| A. Diamanti           | 34       | 7       | 10          | 0          | 2            | 1            | 0            | 0            | 36       | 8      | 10          | 0          |
| M. Gabbiadini         | 30       | 6       | 8           | 0          | 1            | 1            | 1            | 0            | 31       | 7      | 9           | 0          |
| G. Garics             | 27       | 0       | 7           | 0          | 1            | 0            | 0            | 0            | 28       | 0      | 7           | 0          |
| A. Gilardino          | 36       | 13      | 4           | 0          | 1            | 0            | 1            | 0            | 37       | 13     | 5           | 0          |
| T. Guarente           | 20       | 2       | 4           | 1          | 3            | 0            | 1            | 0            | 23       | 2      | 5           | 1          |
| P. Kone               | 31       | 6       | 12          | 0          | 2            | 1            | 1            | 0            | 33       | 7      | 13          | 0          |
| R. Krhin              | 21       | 0       | 1           | 0          | 1            | 0            | 0            | 0            | 22       | 0      | 1           | 0          |
| F. Lombardi           | 0        | 0       | 0           | 0          | 1            | 0            | 0            | 0            | 1        | 0      | 0           | 0          |
| M. Maini              | 0        | 0       | 0           | 0          | 0            | 0            | 0            | 0            | 0        | 0      | 0           | 0          |
| A. Morleo             | 32       | 0       | 9           | 1          | 3            | 0            | 0            | 0            | 35       | 0      | 9           | 1          |
| C. Moscardelli        | 9        | 1       | 0           | 0          | 0            | 0            | 0            | 0            | 9        | 1      | 0           | 0          |
| M. Motta              | 19       | 1       | 4           | 0          | 3            | 0            | 1            | 0            | 22       | 1      | 5           | 0          |
| C. Naldo              | 5        | 0       | 2           | 0          | 0            | 0            | 0            | 0            | 5        | 0      | 2           | 0          |
| C. Natali             | 5        | 0       | 2           | 0          | 0            | 0            | 0            | 0            | 5        | 0      | 2           | 0          |
| D. Paponi             | 3        | 0       | 0           | 0          | 1            | 0            | 0            | 0            | 4        | 0      | 0           | 0          |
| C. Pasquato           | 15       | 2       | 1           | 0          | 3            | 2            | 0            | 0            | 18       | 4      | 1           | 0          |
| M. Pazienza           | 15       | 0       | 5           | 0          | 2            | 0            | 0            | 0            | 17       | 0      | 5           | 0          |
| D. Pérez              | 23       | 0       | 8           | 1          | 2            | 0            | 1            | 0            | 25       | 0      | 9           | 1          |
| N. Pulzetti           | 6        | 0       | 1           | 0          | 2            | 0            | 0            | 0            | 8        | 0      | 1           | 0          |
| U. Radakovic          | 0        | 0       | 0           | 0          | 2            | 0            | 2            | 0            | 2        | 0      | 2           | 0          |
| M. Riverola           | 1        | 0       | 0           | 0          | 2            | 0            | 0            | 0            | 3        | 0      | 0           | 0          |
| F. Rodríguez          | 0        | 0       | 0           | 0          | 0            | 0            | 0            | 0            | 0        | 0      | 0           | 0          |
| D. Stojanović         | 4        | -9      | 0           | 0          | 1            | 0            | 0            | 0            | 5        | -9     | 0           | 0          |
| F. Sørensen           | 25       | 1       | 6           | 0          | 0            | 0            | 0            | 0            | 25       | 1      | 6           | 0          |
| S. Taïder             | 34       | 3       | 5           | 1          | 1            | 2            | 0            | 0            | 35       | 5      | 5           | 1          |
| L. Veratti            | 0        | 0       | 0           | 0          | 2            | 0            | 0            | 0            | 2        | 0      | 0           | 0          |

## Giovanili

### Organigramma societario
Area direttiva
- Responsabile settore giovanile: Massimo Tarantino

Area tecnica - Primavera
- Allenatore: Francesco Baldini

Area tecnica - Allievi Nazionali
- Allenatore: Leonardo Colucci

Area tecnica - Allievi I e II Divisione
- Allenatore: Jonatan Binotto

Area tecnica - Giovanissimi Nazionali
- Allenatore: Fabio Perinelli

Area tecnica - Giovanissimi Professionisti
- Allenatore: Michele Borghi

### Piazzamenti
- Primavera:
  - Campionato: 7º classificato nel girone B
  - Coppa Italia: quarti di finale
- Allievi Nazionali: 6º classificato nel girone B
- Allievi I e II Divisione: 3º classificato nel girone E
- Giovanissimi Nazionali: 9º classificato nel girone D